# Aularches miliaris
Aularches miliaris är en insektsart som först beskrevs av Carl von Linné 1758.  Aularches miliaris ingår i släktet Aularches och familjen Pyrgomorphidae.

## Underarter
Arten delas in i följande underarter:
- A. m. miliaris
- A. m. pseudopunctatus

## Bildgalleri

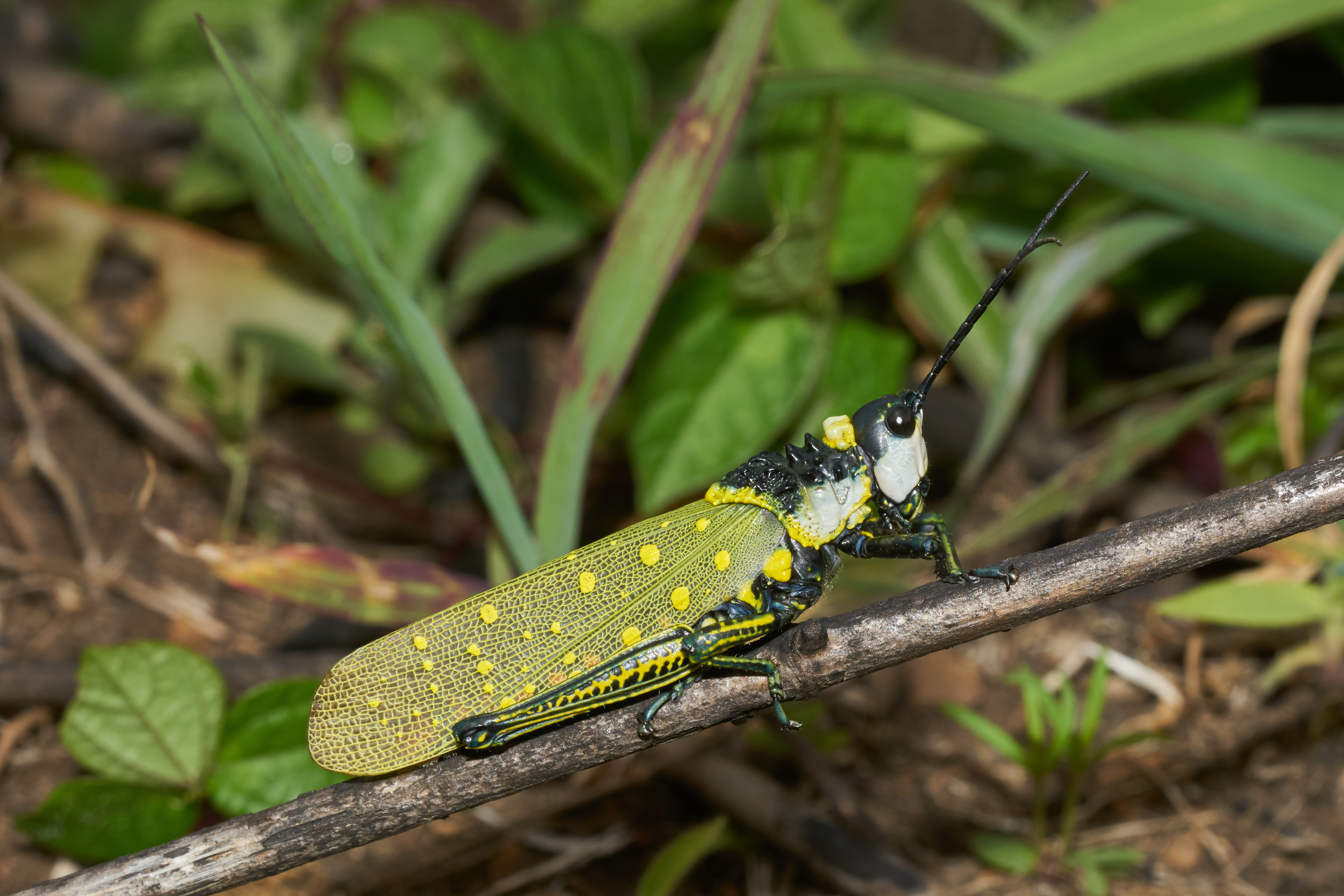
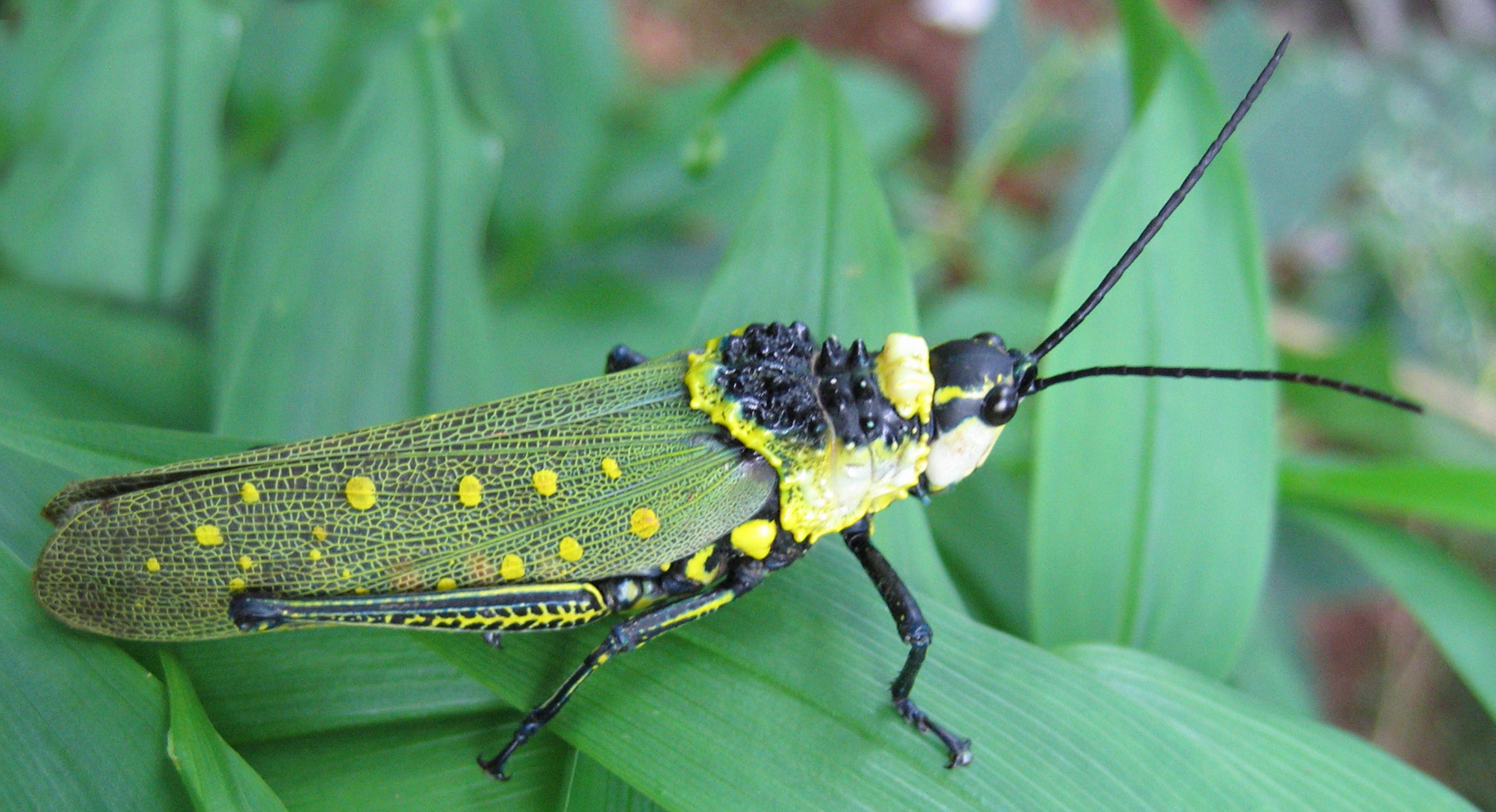